# Amtsbezirk Kulva

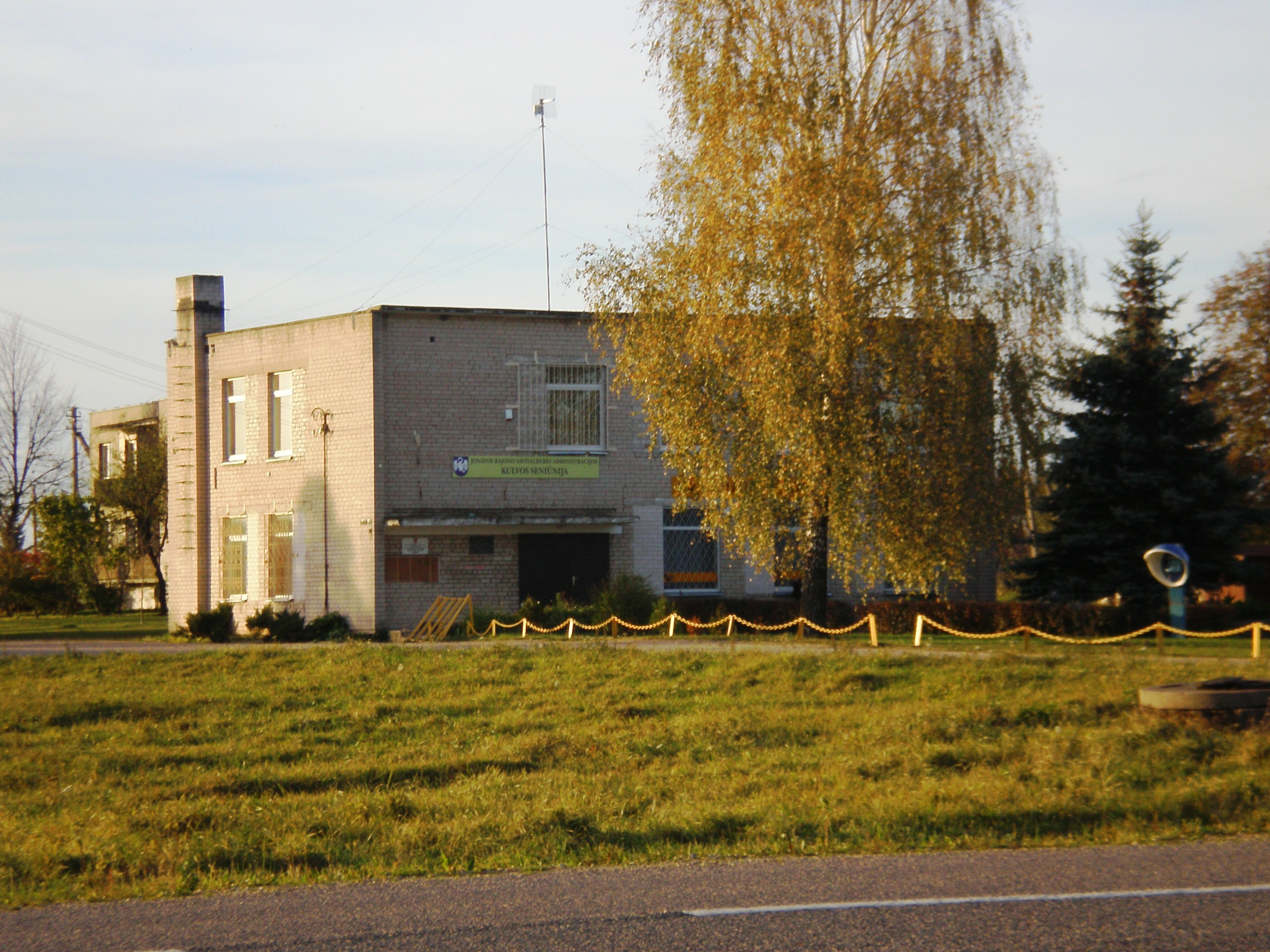
Verwaltungssitz des Amtsbezirks

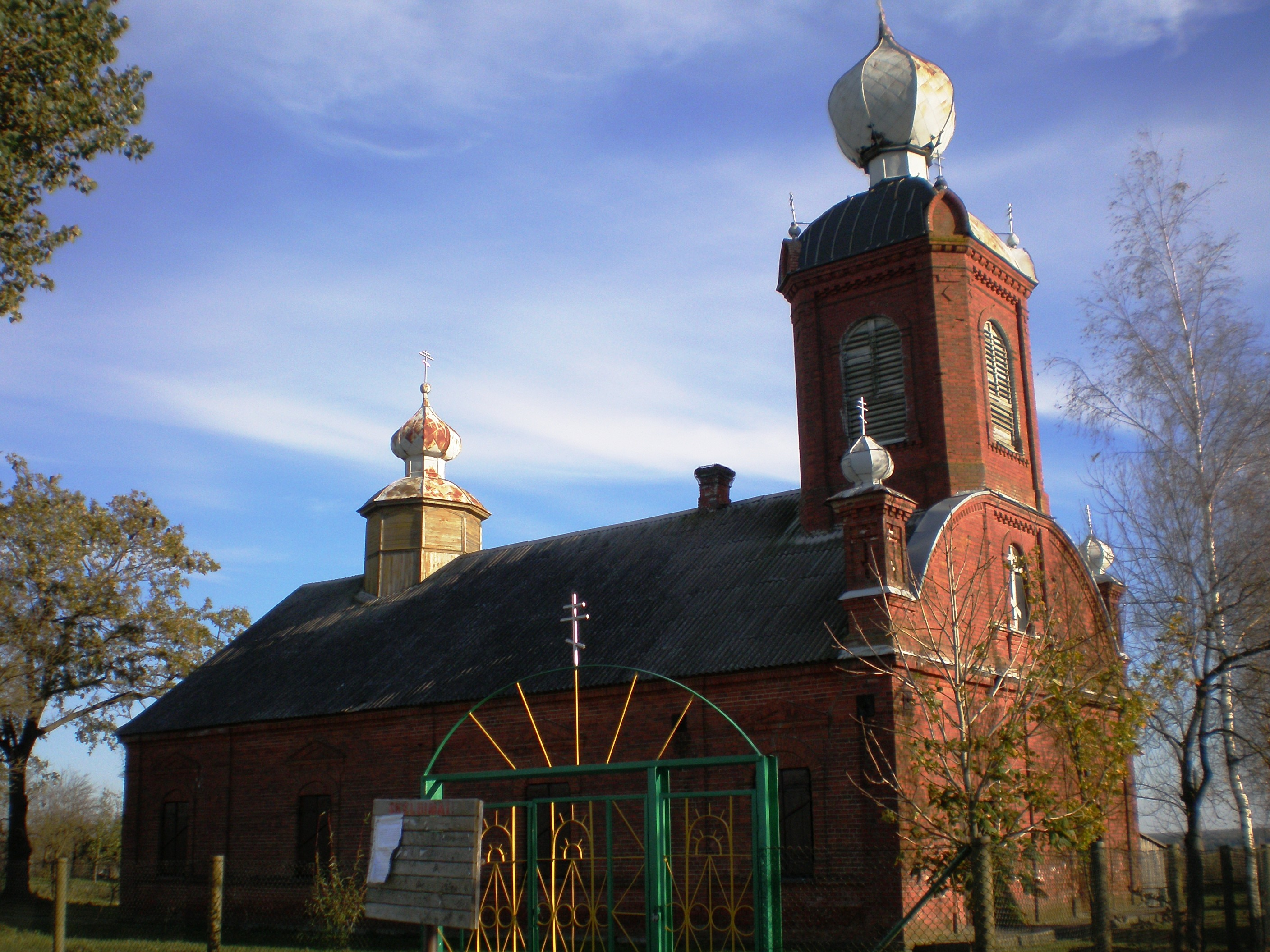
Kirche Rimkai

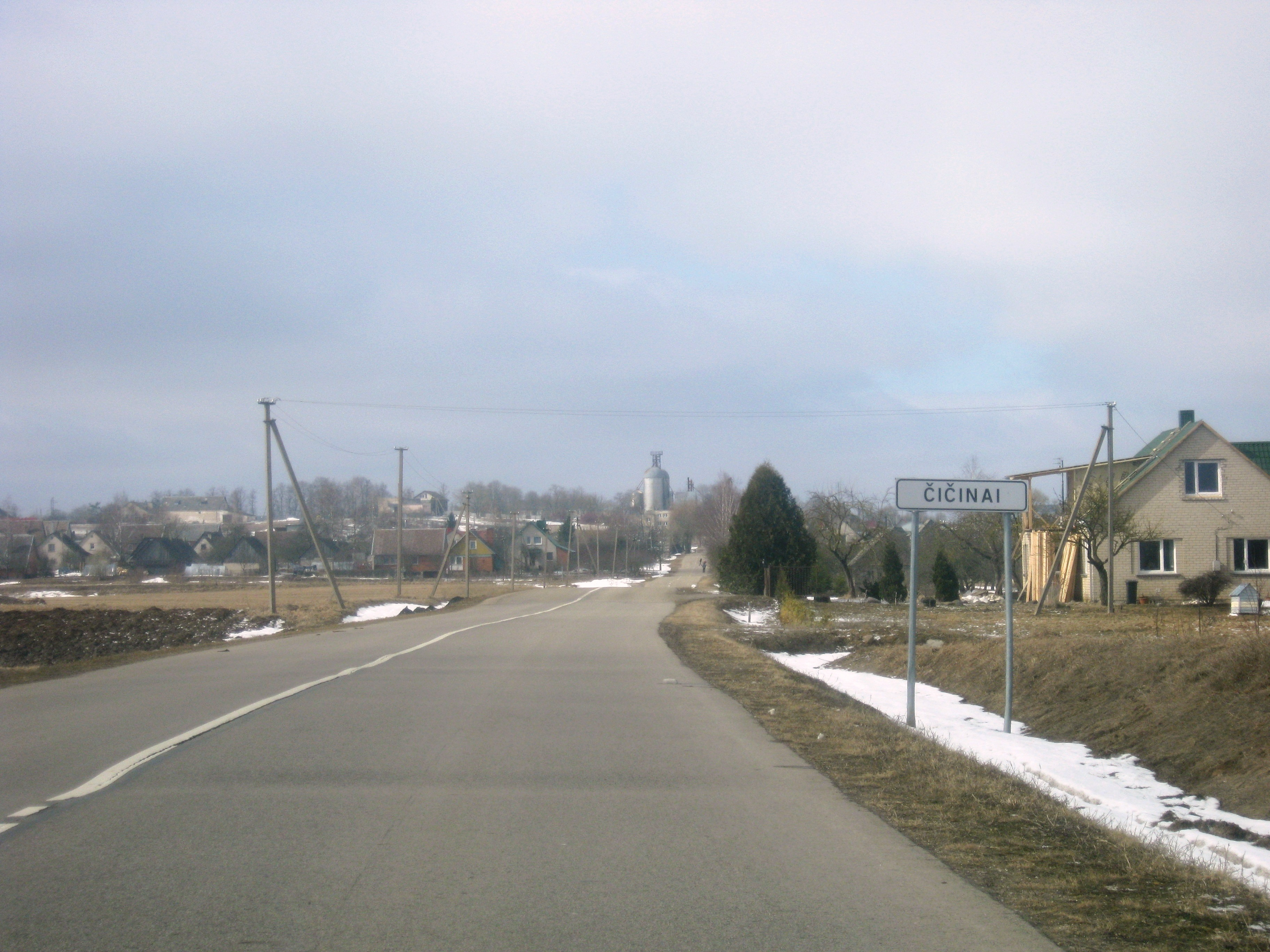
Dorf Čičinai

Der Amtsbezirk Kulva (lit. Kulvos seniūnija) ist ein Amtsbezirk im Westen der Rajongemeinde Jonava in Litauen. Das Zentrum ist Kulva, 13 km von der Stadt Jonava. Es gibt 2244 Einwohner in 38 Dörfern (2011). Im Amtsbezirk gibt es einige archäologische Denkmäler (die Wallburg Skrebinai und Altfriedhof Skrebinai, Altfriedhof Pabartonys und Steinzeitlager). Es gibt Os Kulva, geomorphologisches Schutzgebiet Kulva. Zu Naturschutzdenkmälern zählen  Andriuškonių atodanga in Batėgala und Valiūnas-Stein.

## Gliederung
2009 wurden 7 Unteramtsbezirke (seniūnaitija) gegründet:
- Batėgala (618 E.): Batėgala, Mardošiškiai, Mažieji Žinėnai, Mykoliškiai, Skrebinai, Šabūniškiai, Žinėnai
- Čičinai (369 E.): Čičinai, Laikiškiai
- Kulva (540 E.): Bešiai, Daigučiai, Kulva, Sangailiškiai, Smičkiai, Trakai
- Preišiogalėlė (162 E.): Preišiogalėlė, Aukštigaliai, Gineikiai
- Ragožiai (434 E.): Ragožiai, Čiūdai, Marvilius, Paupė, Šmatai, Vešeikiai
- Rimkai (251 E.): Dijokiškiai, Kurmagala, Melnytėlė, Naujasodis, Pabartoniai, Rimkai
- Ručiūnai (295 E.): Ručiūnai, Jonkučiai, Vanagiškiai

## Verwaltung
Leiter
- Juozas Plukys (* 1959), LRLS
- Ramūnas Gudonavičius (* 1972), LVŽS

Stellvertretende Leiter
- Raimondas Rutkauskas
- Laura Navickienė